# Ommatoplana akkeshiensis
Ommatoplana akkeshiensis is een platworm (Platyhelminthes). De worm is tweeslachtig. De soort leeft in het zoute water.
Het geslacht Ommatoplana, waarin de platworm wordt geplaatst, wordt tot de familie Pseudostylochidae gerekend. De wetenschappelijke naam van de soort werd voor het eerst geldig gepubliceerd in 1937 door Kato.